# Canton de Marseille-Notre-Dame-Limite
Le canton de Marseille Notre-Dame Limite est une ancienne division administrative française située dans le département des Bouches-du-Rhône, dans l'arrondissement de Marseille. Ancien canton de Marseille XIV A, créé en 1982.

## Composition
Le canton de Marseille - Notre-Dame-Limite se composait d’une fraction du 14e arrondissement et d’une fraction du 15e arrondissement de la commune de Marseille
| Nom                   | Code Insee | Intercommunalité                   | Population (dernière pop. légale)                 |
| --------------------- | ---------- | ---------------------------------- | ------------------------------------------------- |
| Marseille (chef-lieu) | 13055      | Métropole d'Aix-Marseille-Provence | Fraction : 6 081(2012) Commune : 862 211 (2016)   |
| Marseille             | 13055      | Métropole d'Aix-Marseille-Provence | Fraction : 29 082 (2012) Commune : 862 211 (2016) |

Les quartiers de Marseille inclus dans le canton sont :
- Les Aygalades
- Les Borels
- La Delorme
- Saint-Antoine
- Notre-Dame Limite
- Saint-Joseph
- Parc Kallisté
- La Solidarité
- La Savine
- La Granière
- Le Castellas

Il comptait 35 163 habitants (population municipale) au 1er janvier 2012.

## Représentation
| Période | Période | Identité        | Étiquette | Qualité                                                                         |
| ------- | ------- | --------------- | --------- | ------------------------------------------------------------------------------- |
| 1982    | 2008    | Joël Dutto      | PCF       | Conseiller municipal de Marseille (1995-2014) Vice-Président du Conseil général |
| 2008    | 2015    | Rebia Benarioua | PS        | Conseiller municipal de Marseille (2008-2020)                                   |

## Démographie
| 1982 | 1990 | 1999 | 2006   | 2011   | 2012   |
| ---- | ---- | ---- | ------ | ------ | ------ |
| -    | 0    | 0    | 34 325 | 34 858 | 35 163 |